# Liste des ministères en Finlande
En Finlande, la loi limite à douze le nombre de ministères. Chaque ministère est responsable de l'application du programme du Gouvernement dans son domaine de compétences. Les mandats des ministères sont établis par les règles de procédure du gouvernement, et leurs fonctions par les décrets relatifs aux départements ministériels.
Un ministère peut voir ses compétences gérées par plusieurs ministres. A contrario, certains ministres peuvent exercer leurs compétences au sein de différents départements ministériels ou être délégués auprès d'autres administrations pour exercer des compétences supplémentaires sans que cela n'apparaisse dans leurs titres.

## Ministères de Finlande
| Ministère                                         | Nom finnois                      | Portefeuille                                                   | Compétences             |
| ------------------------------------------------- | -------------------------------- | -------------------------------------------------------------- | ----------------------- |
| Cabinet du Premier ministre                       | Valtioneuvoston kanslia          | Premier ministre de Finlande                                   |                         |
| Cabinet du Premier ministre                       | Valtioneuvoston kanslia          | Ministre des Migrations et des Affaires européennes            | Affaires européennes    |
| Cabinet du Premier ministre                       | Valtioneuvoston kanslia          | Ministre de la Défense                                         | Secrétariat du Cabinet  |
| Ministère des Affaires étrangères                 | Ulkoasiainministeriö             | Ministre des affaires étrangères                               |                         |
| Ministère des Affaires étrangères                 | Ulkoasiainministeriö             | Ministre du Commerce extérieur et du Développement             |                         |
| Ministère des Affaires étrangères                 | Ulkoasiainministeriö             | Ministre du Logement                                           | Coopération nordique    |
| Ministère de la Justice                           | Oikeusministeriö                 | Ministre de la Justice                                         |                         |
| Ministère de la Justice                           | Oikeusministeriö                 | Ministre des Migrations et des Affaires européennes            | Affaires des îles Åland |
| Ministère de l'Intérieur                          | Sisäministeriö                   | Ministre de l'intérieur                                        |                         |
| Ministère de l'Intérieur                          | Sisäministeriö                   | Ministre des Migrations et des Affaires européennes            | Migrations              |
| Ministère de la Défense                           | Puolustusministeriö              | Ministre de la Défense                                         |                         |
| Ministère des Finances                            | Valtiovarainministeriö           | Vice-Premier ministre Ministre des finances                    |                         |
| Ministère des Finances                            | Valtiovarainministeriö           | Ministre de l'Administration publique et du Gouvernement local |                         |
| Ministère de l'Éducation                          | Opetus- ja kulttuuriministeriö   | Ministre de l'Éducation                                        |                         |
| Ministère de l'Éducation                          | Opetus- ja kulttuuriministeriö   | Ministre de la Culture et des Sports                           |                         |
| Ministère de l'Agriculture et des Forêts          | Maa- ja metsätalousministeriö    | Ministre de l'Agriculture et des Forêts                        |                         |
| Ministère des Transports et des Communications    | Liikenne- ja viestintäministeriö | Ministre des Transports                                        |                         |
| Ministère des Transports et des Communications    | Liikenne- ja viestintäministeriö | Ministre des Communications                                    |                         |
| Ministère des Affaires économiques et de l'Emploi | Työ- ja elinkeinoministeriö      | Ministre des Affaires économiques                              |                         |
| Ministère des Affaires économiques et de l'Emploi | Työ- ja elinkeinoministeriö      | Ministre du Travail                                            |                         |
| Ministère des Affaires sociales et de la Santé    | Sosiaali- ja terveysministeriö   | Ministre des Affaires sociales et de la Santé                  |                         |
| Ministère des Affaires sociales et de la Santé    | Sosiaali- ja terveysministeriö   | Ministre des Services sanitaires et sociaux                    |                         |
| Ministère des Affaires sociales et de la Santé    | Sosiaali- ja terveysministeriö   | Ministre de la Culture et des Sports                           | Égalité des genres      |
| Ministère de l'Environnement                      | Ympäristöministeriö              | Ministre de l'Environnement                                    |                         |
| Ministère de l'Environnement                      | Ympäristöministeriö              | Ministre du Logement                                           |                         |